# 메가
메가(mega)는 SI 단위계에서 100만을 나타내는 접두어이다. 이는 그리스어의 '크다'를 뜻하는 μεγας(메가스)에서 온 말이다.

## 같이 보기
- 이진 접두어
- 메비바이트
- 크기 정도